# Telar de bolillos

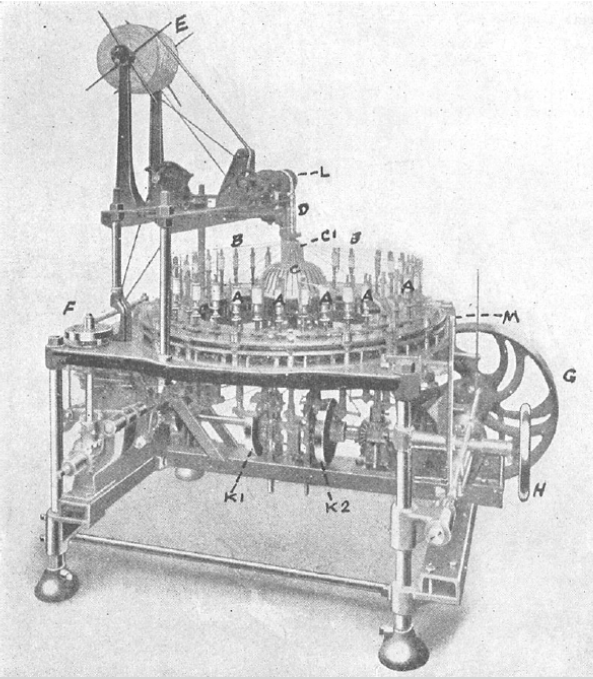
Máquina de bolillos mostrando su funcionamiento A. Huso colocado en la placa superior B. Hilo encaramado hasta el mandril C. Cúpula batidora C1. Cuchillos batidores D. Mandrill (configuración variable) E. Encaje acabado F. Jacquard G. Polia por correa de transmisión H. Volante de mano K. Levas batidoras L. Rollos de toma M. Mango para pegar la correa de transmisión

Un telar de bolillos o máquina de Barmen, permite hacer copias perfectas de las " puntas de torchón " o de la más sencilla punta de almohada . hechas a mano. Sus husos imitan los movimientos de los bolillos hechos por las encajeras, pudiendo fabricar encajes de ambos sistemas manuales.

## Historia

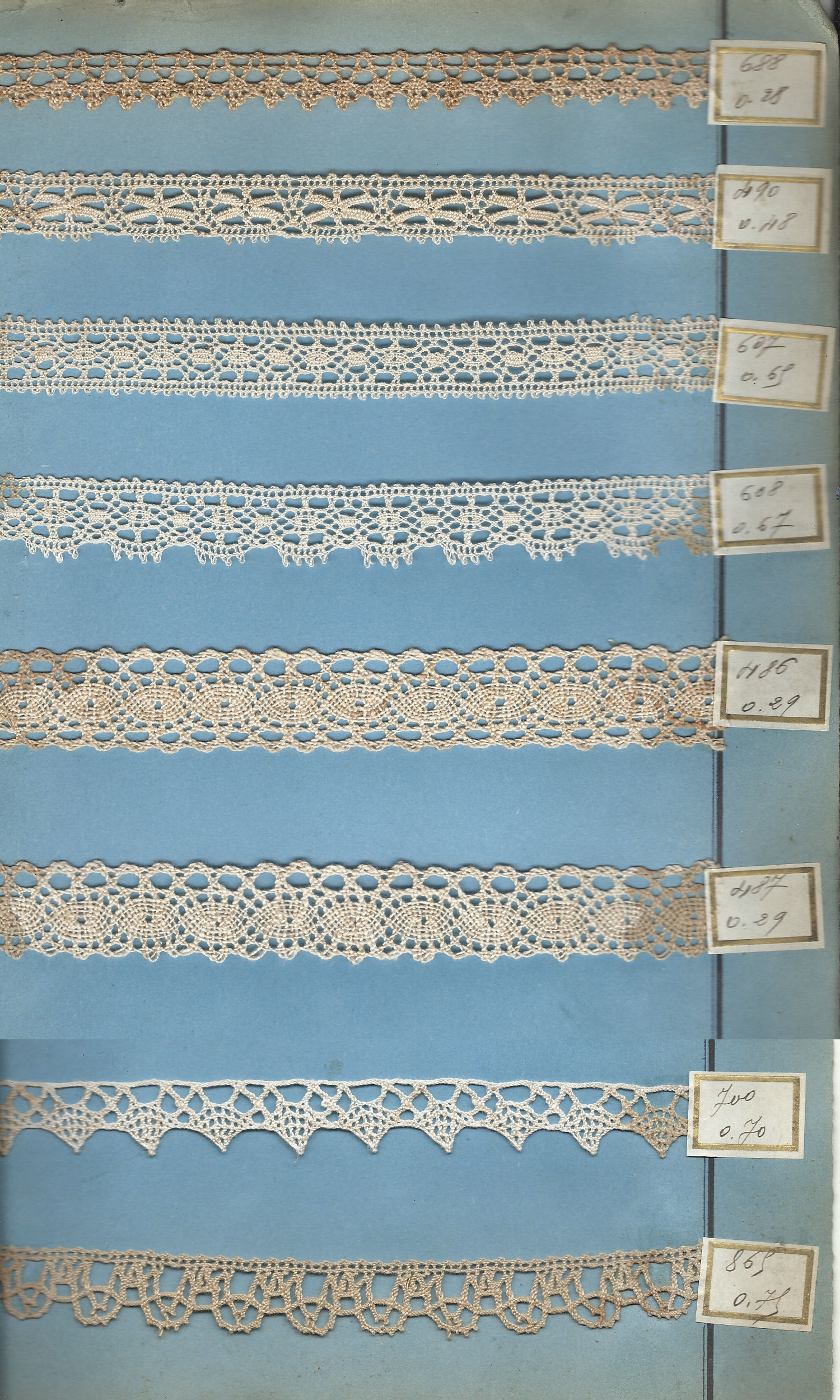
Encaje de máquina de Barmen

La máquina Barmen se desarrolló en la década de 1890 en la ciudad prusiana de Barmen, actualmente parte de Wuppertal, Alemania, a partir de una máquina de trenzar. Los cordones de Barmen derivaron de trenzas sólidas posteriormente hechas con calados. Los encajes Barmen se obtienen en forma de cintas que más tarde es necesario abrir por la mitad.

## Diseño de máquina
La máquina de bolillos tiene unos husos distribuidos en un círculo, cada uno de ellos lleva un gran bobina de hilo. Estos husos se pueden entrecruzar mecánicamente cada uno de ellos con todos los demás, así que sus hilos se pueden cruzar una forma compleja. Los hilos corren hacia el centro, donde aparece el encaje terminado, subiendo hacia arriba. . La máquina puede sólo puede hacer un ancho de cinta a la vez, y tiene una anchura máxima de unos 120 hilos El encaje queda hecho con forma de tubo o cilindro, una vez terminado, es necesario quitar unos hilos "de unión" por dejar aparecer la cinta plana.

## Usos
Con los telares de bolillos se pueden hacer encajes, guarniciones, cintas elásticas o rígidas, cordones , etc.. El encaje Barmen todavía se fabrica entre otros sitios, en Gran Bretaña por Malmic Lace Limited, en Nottingham o en Sabadell por la empresa IEMESA.      